# Zoom Airways
Zoom Airways — вантажна авіакомпанія Бангладеш зі штаб-квартирою в місті Дакка. Портом приписки перевізника є міжнародний аеропорт Шахджалал в Дацці.

## Історія
Авіакомпанія Z-Airways and Services була заснована в 2002 році і почала операційну діяльність з чартерних вантажних авіаперевезень з аеропортів Бангладеш і країн Південно-Східної Азії. У 2005 році компанія змінила офіційну назву на Zoom Airways.

## Флот
У грудні 2008 року повітряний флот авіакомпанії Zoom Airways становили два літака у вантажній конфігурації:
- BAe 748 Series 2B — 1 од.
- Lockheed L-1011-500 Tristar — 1 од.